# Staande achtbaan
Een staande achtbaan (ook bekend als stand up roller coaster) is een achtbaantype waarbij de berijders rechtop in de achtbaantrein staan.

## Geschiedenis
De staande achtbaan is ontstaan uit de al langer bekende zittende achtbanen. De eerste achtbanen waar de achtbaantreinen werden vervangen naar staande varianten waren Dangai in Thrill Valley en Standing and Loop Coaster in Yomiuriland. Deze ombouwingen vonden plaats in 1982. De eerste speciaal ontworpen staande achtbaan is King Cobra in Kings Island. King Cobra werd ontworpen door TOGO waarna de baan in 1984 opende en tot en met 2001 in werking is geweest. In 2023 opende de eerste nieuwe staande achtbaan van de 21e eeuw.

## Technische kenmerken

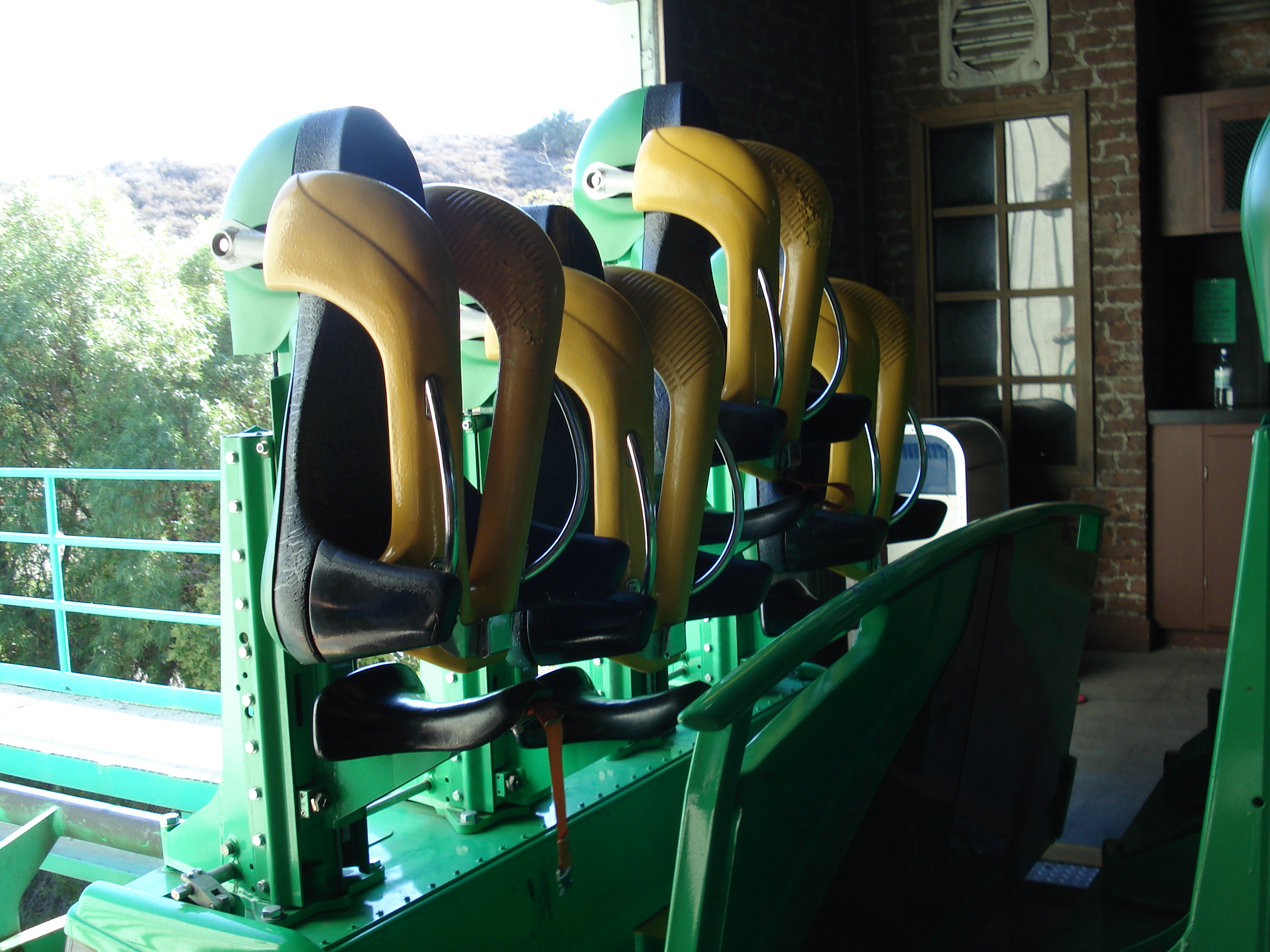
De beugels op Riddler's Revenge.

Staande achtbanen zijn technisch gelijkwaardig aan andere stalen achtbaantypen. De achtbaantreinen zijn echter anders vanwege de staande houding die de berijders hebben.
Om te voorkomen dat berijders onderuit zakken of glijden tijdens de rit zitten er op de achtbaantrein in hoogte verstelbare fietszadels. De beugels die over de schouders dichtgaan, kunnen net als de fietszadels in hoogte versteld worden zodat mensen van verschillende lengtes toch allemaal in de beugels passen.

## Lijst van staande achtbanen
Tussen 1999 en 2023 werden er geen nieuwe staande achtbanen gebouwd, met als grootste rede dat de comfortabelheid voor de berijders te wensen overliet. De producenten van de bestaande staande achtbanen zijn TOGO, Intamin AG en het daaruit ontstane Bolliger & Mabillard. De achtbanen Dangai en Momonga Standing and Loop Coaster werden oorspronkelijk niet gebouwd als staande achtbanen maar later omgebouwd en staan daarom wel in de lijst. Sommige achtbanen zijn meerdere malen verplaatst van attractiepark en staan onder de laatst gebruikte naam in de lijst.
| Staande achtbaan                  | Pretpark                   | Bouwer               | Bouwjaar                              | Sluitingsjaar | Status                                   |
| --------------------------------- | -------------------------- | -------------------- | ------------------------------------- | ------------- | ---------------------------------------- |
| Dangai                            | Thrill Valley              | TOGO                 | 1982                                  | 2002          | Gesloopt                                 |
| Momonga Standing and Loop Coaster | Yomiuriland                | TOGO                 | 1982                                  | 2021          | Gesloopt                                 |
| King Cobra                        | Kings Island               | TOGO                 | 1984                                  | 2001          | Gesloopt                                 |
| Standing Coaster                  | Rusutsu Resort             | TOGO                 | 1984                                  |               | Geopend                                  |
| Freestyle                         | Cavallino Matto            | TOGO                 | 1985                                  |               | Geopend                                  |
| Pink Typhoon Standing Coaster     | Washuzan Highland          | TOGO                 | 1985                                  |               | Geopend                                  |
| Shockwave                         | Kings Dominion             | TOGO                 | 1986                                  | 2015          | Gesloopt                                 |
| Batman The Escape                 | Darien Lake                | Intamin AG           | 1986                                  | 2005          | Gesloopt                                 |
| Cobra                             | La Ronde                   | Intamin              | 1988                                  | 2016          | Gesloopt                                 |
| Apocalypse                        | Six Flags America          | Bolliger & Mabillard | 1990                                  | 2018          | Treinen vervangen door vloerloze treinen |
| Milky Way                         | Greenland                  | TOGO                 | 1991                                  |               | Geopend                                  |
| Vortex                            | California's Great America | Bolliger & Mabillard | 1991                                  | 2016          | Getransformeerd naar vloerloze achtbaan  |
| Fujin Rijin II                    | Expoland                   | Togo                 | 1992                                  | 2007          | Gesloopt                                 |
| Vortex                            | Carowinds                  | Bolliger & Mabillard | 1992                                  |               | Geopend                                  |
| Shockwave                         | Drayton Manor Theme Park   | Intamin              | 1994                                  |               | Geopend                                  |
| Mantis                            | Cedar Point                | Bolliger & Mabillard | 1996                                  | 2014          | Getransformeerd naar vloerloze achtbaan  |
| Chang                             | Kentucky Kingdom           | Bolliger & Mabillard | 1997                                  | 2009          | Verplaatst                               |
| Riddler's Revenge                 | Six Flags Magic Mountain   | Bolliger & Mabillard | 1998                                  |               | Geopend                                  |
| Georgia Scorcher                  | Six Flags Over Georgia     | Bolliger & Mabillard | 1999                                  |               | Geopend                                  |
| Green Lantern                     | Six Flags Great Adventure  | Bolliger & Mabillard | 2011 (oorspronkelijk geopend in 1997) |               | Geopend                                  |
| Pipeline the Surf Coaster         | SeaWorld Orlando           | Bolliger & Mabillard | 2023                                  |               | in opbouw                                |

## Galerij

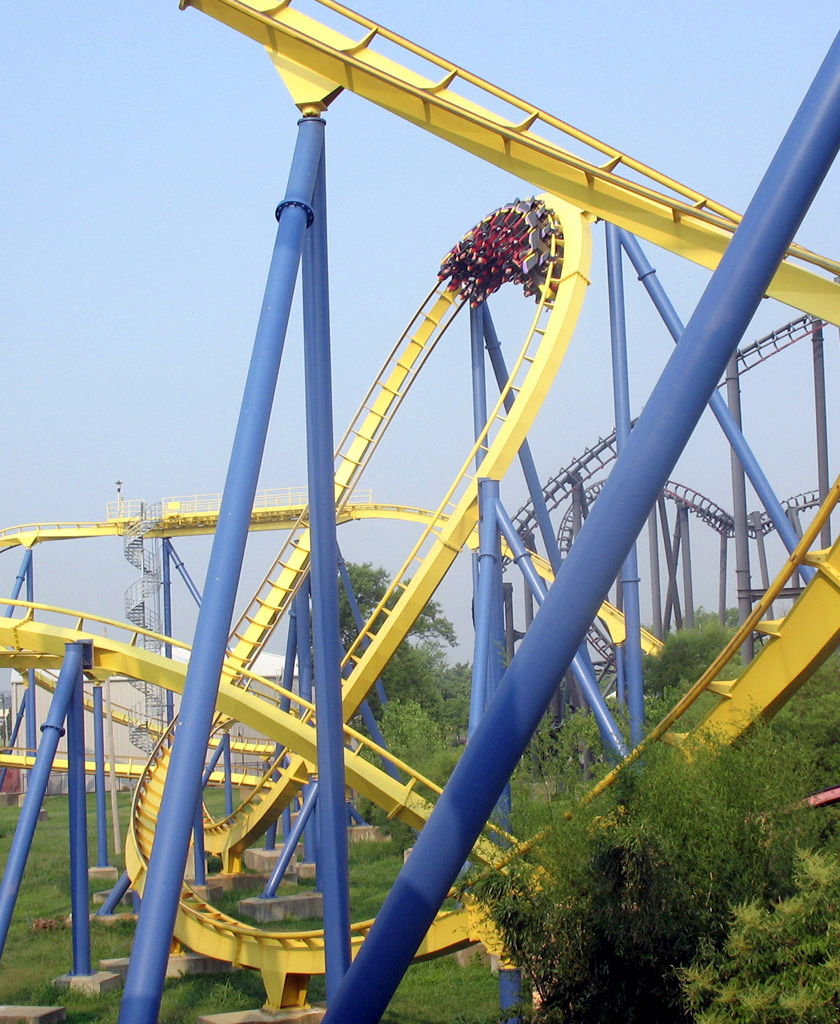
Chang in Six Flags Kentucky Kingdom
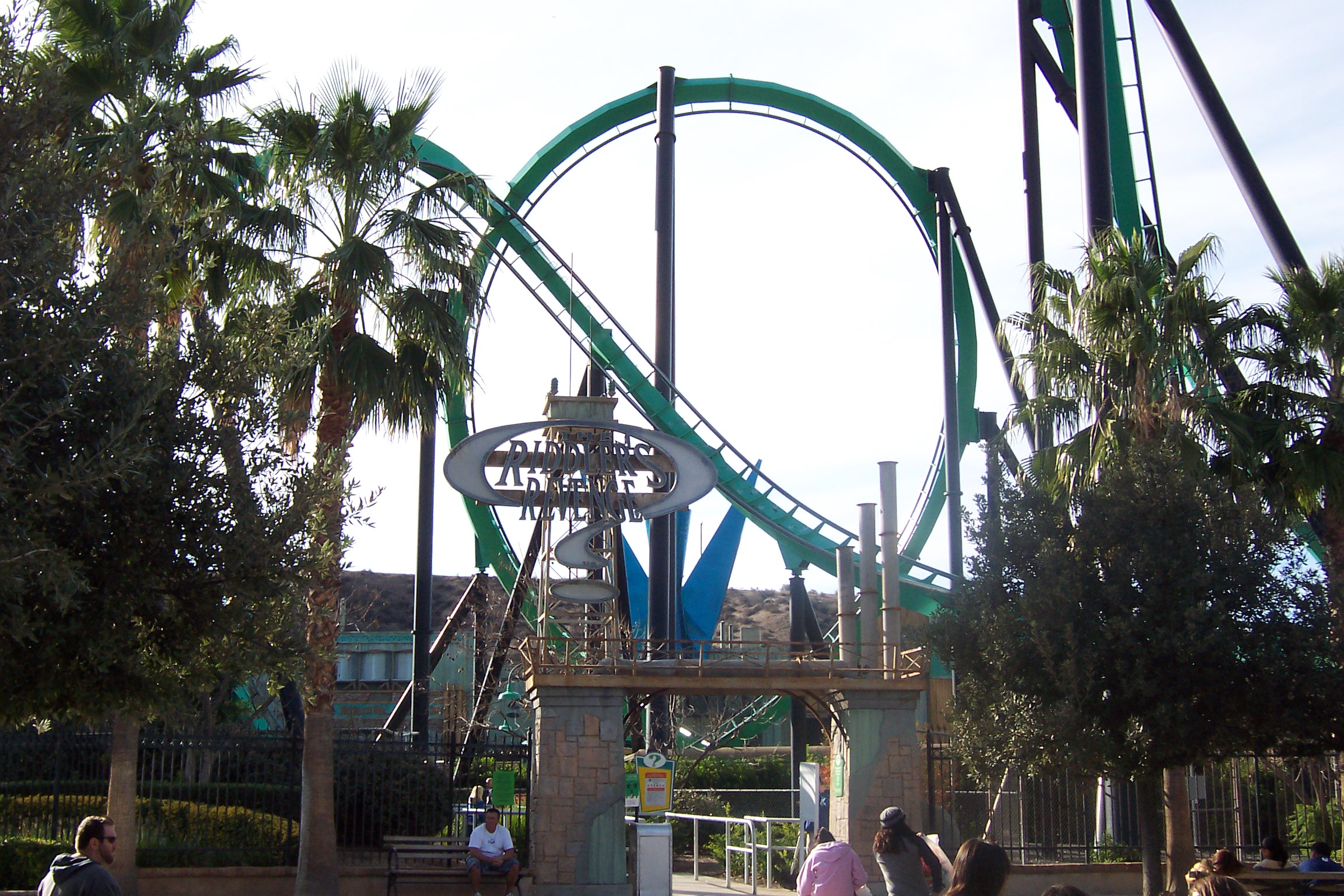
Riddler's Revenge in Six Flags Magic Mountain
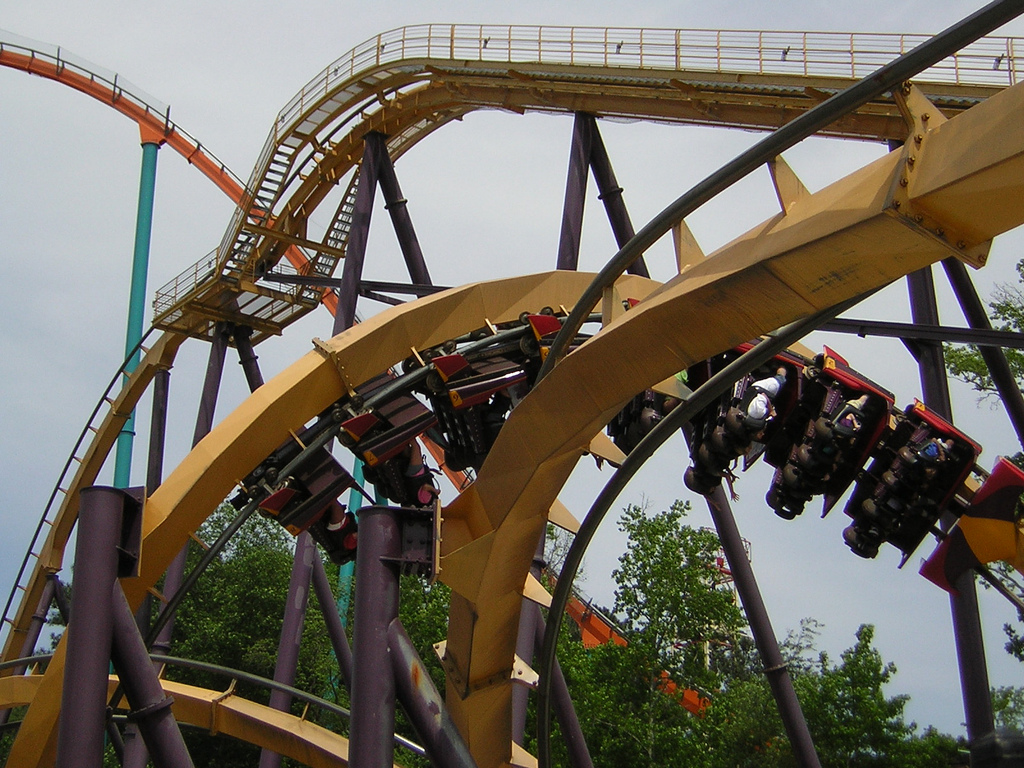
Georgia Scorcher in Six Flags Over Georgia
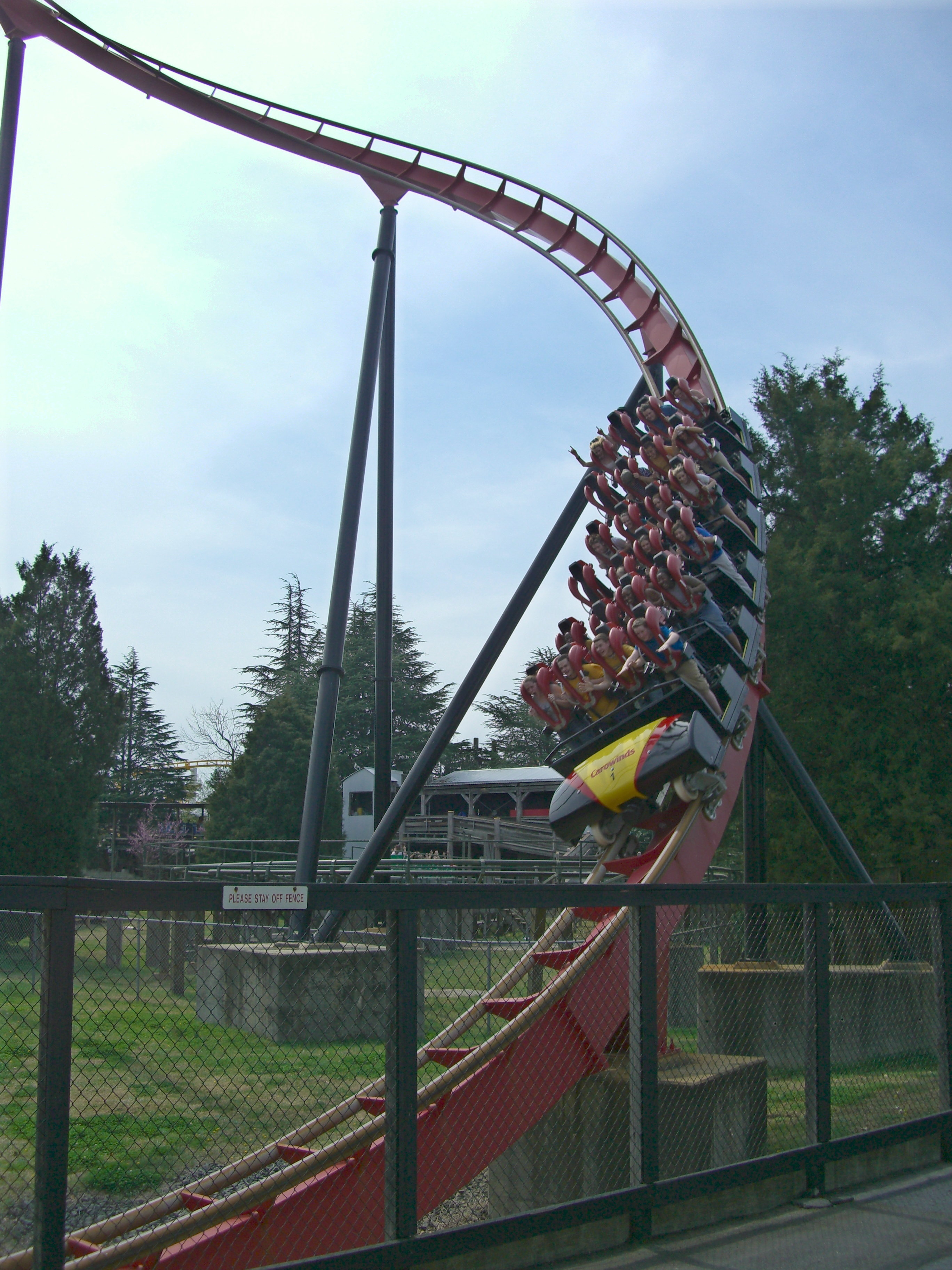
Vortex in Carowinds